# Bob Chaperon
Robert „Bob” Chaperon (ur. 18 maja 1958) – kanadyjski snookerzysta.
W gronie zawodowców od 1984 roku.
Jedyny, obok Cliffa Thorburna, zwycięzca turnieju rankingowego pochodzący z Kanady. W 1990 roku sensacyjnie triumfował w British Open, pokonując w finale Alexa Higginsa 10:8. Oprócz tego sukcesu, jego najlepszym wynikiem był ćwierćfinał Grand Prix w 1987 roku (porażka z Johnem Parrottem 2:5).
W 1990 roku wraz z Cliffem Thorburnem i Alainem Robidoux zdobył Drużynowy Puchar Świata po finałowym zwycięstwie z reprezentacją Irlandii Północnej.
W 1981 roku zwyciężył w Canadian Open.
Zakończył karierę w 2001 roku, od tego czasu okazyjnie występuje w amatorskich rozgrywkach w pool bilardzie.